# Salasaca (bướm đêm)
Salasaca là một chi bướm đêm thuộc họ Geometridae.

## Hình ảnh

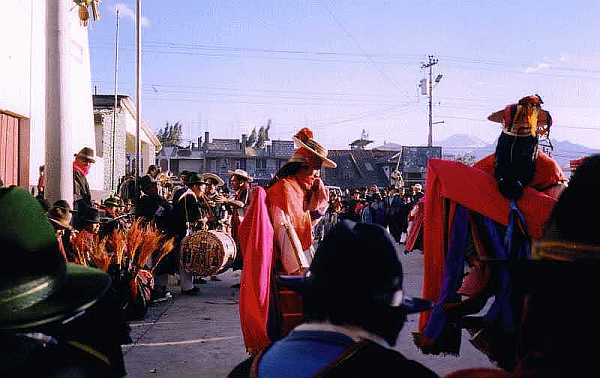
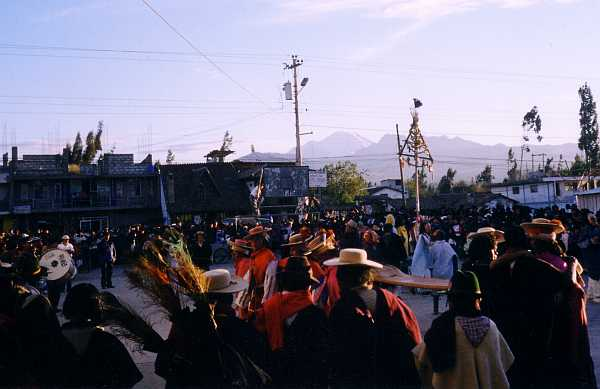